# Boris Jeliosowitsch Tschotschijew
Boris Jeliosowitsch Tschotschijew (* 1. November 1957 bei Zchinwali, Südossetisches Autonomes Gebiet; † 22. Juli 2021 in Wladikawkas) war ein südossetischer Politiker.

## Biographie
Boris Tschotschijew schloss 1982 ein Studium an der Biologischen Fakultät des Staatlichen Südossetischen Pädagogischen Instituts ab. Von 1980 bis 1986 arbeitete er beim kommunistischen Jugendverband Komsomol und danach bis 1991 in der südossetischen Organisation der KPdSU.
Nach dem Zusammenbruch der Sowjetunion arbeitete Tschotschijew für die Regierung der separatistischen Republik Südossetien, die sich Anfang der 1990er Jahre von Georgien abspaltete. Von Mai 1992 bis April 2001 war er Vorsitzender des staatlichen Komitees für Nationalitäten- und Migrationsfragen. Ab 1993 bis zum Kaukasuskrieg 2008 war er im Rahmen der Gemischten Kontrollkommission an der internationalen Konfliktregelung beteiligt.
Im April 2001 wurde er zum Minister für besondere Aufgaben ernannt. Vom 31. Dezember 2005 bis zum 18. August 2008 war er stellvertretender Ministerpräsident Südossetiens. Als Präsident Eduard Kokoity im Zusammenhang mit dem Südossetienkrieg den bisherigen Ministerpräsidenten Juri Morosow entließ, wurde Tschotschijew vorübergehend geschäftsführender Ministerpräsident. Am 22. Oktober 2008 übergab er das Amt an den neu gewählten Ministerpräsidenten Aslanbek Bulazew.
Vom November 2008 bis April 2012 war Tschotschijew präsidentieller Bevollmächtigter für die Lösung von Post-Konflikt-Fragen, anschließend Leiter der Präsidialverwaltung der Republik Südossetien. Er starb am 22. Juli 2021 an Covid-19.